# Планова икономика в България
Под планова икономика в България се разбира икономиката след утвърждаването на комунистическия режим в България през 1945 година, когато основната част от стопанската собственост е национализирана или колективизирана, а развитието на икономиката е изцяло под контрола на БКП, която поставя икономическите цели на свои конгреси под формата на петилетни планове. Краят на плановата икономика е сложен при прехода на България към пазарна икономика след 1989 г.

## История
В края на Втората световна война България изпада в тежка икономическа депресия. Спадът на националния доход за 1944 година е 15%, а за 1945 година, когато тежките военни разходи се съчетават със суша и лоша реколта в земеделието – 43%. Същевременно безконтролното нарастване на паричната маса и загубата на германските активи на Българската народна банка предизвикват силна инфлация. В отговор на това през март 1947 година правителството предприема драстични финансови мерки, като с еднократен данък и създаване на блокирани банкови влогове изземва от населението 70% от паричната маса в страната.
През 1948 – 1953 г. се провежда съветизация на българската икономика. Примитивният характер на българската икономика преди 1946 г. и сходството ѝ с тази на СССР в първите му години са причина налагането на плановото стопанство да въздейства положително на стопанската дейност много по-бързо, отколкото в другите източноевропейски държави. Между 1950 и 1973 г. БВП на главата от населението нараства от $ 1651 на $ 5284, а през 1989 г. е $ 6217.
През втората половина на 1950-те години политиката на интензивна индустриализация, финансирана от бюджета, и концентриране на трудови ресурси в градовете довежда до значителен икономически растеж. По времето на Вълко Червенков (1950 – 1956) България претърпява значителна индустриализация със среден ръст на икономиката от 22,8%. Основният двигател на индустриализацията е привличането на стопански ресурс от селото чрез ниски изкупни цени на селскостопанската продукция и висока продажна цена в търговската мрежа. Това е възможно поради наложената колективизация, партийното управление на селското стопанство и пълната икономическа зависимост на селяните. Индустриализацията продължава до средата на 1980-те години, макар и с далеч по-малки темпове. По-голямата част от износа (82,5% за 1988 г.) е ориентирана към социалистическите страни, като се изнасят главно хранителни продукти, машини (вкл. изделия на електротехническата промишленост и електронно-изчислителна техника) и промишлено оборудване (60,5% от общия износ).
Около 1960 г. този модел на екстензивно развитие спира да функционира и нетният материален продукт започва бавно, но устойчиво да намалява:с. 281, като процесът е съпътстван и със започналото в началото на 50-те години трайно намаляване на прираста. Дефицитът в платежния баланс, високият външен дълг и системните загуби в селското стопанство и цели сектори на промишлеността остават постоянни проблеми до края на века. Така например в края на 1960-те години около 1/3 от разходите на бюджета служат за покриване на загуби на предприятията, а други 40% – за безвъзмездни инвестиции, които те не могат да финансират сами.
През 1960-те години са предприети редица реформи в икономиката, целящи подобряване на търговския обмен, производителността и качеството, придружени със значително икономическо експериментиране. Промените обаче остават само в тази експериментална фаза и плановата икономика не е сменена с пазарна.
Прави се опит за повишаване на ефективността на плановата икономика в страната посредством „Новия икономически механизъм“, започнал през 1979 г. и продължил през първата половина на 1980-те години. Той протича паралелно с подобни процеси в Съветския съюз. Започва бурно развитие на електронната промишленост, включително производство на компютри. В началото на 80-те години над 70% от електрониката в целия Източен блок се произвежда в България.  Докато през 1982 г. електротехническата и електронна промишленост възлиза на стойност 3,34 милиарда лева, до 1988 г. тя нараства със 120%, достигайки 7,35 милиарда лева.
През 1980-те години неспособността на икономиката да привлича и използва финансов капитал, необходим за модернизация, както и нежеланието на управляващата комунистическа партия да ликвидира или реформира редица губещи производства, води до натрупване на значителен външен дълг, който през 1987 надхвърля по обем БВП. Поддържането на изкуствено занижени цени води до редица негативни ефекти, сред които режим на електроснабдяването и недостиг на стоки за крайно потребление. Към края на десетилетието България е натрупала външен дълг от 9 милиарда долара и е силно затруднена в спазването на финансовите задължения към кредиторите по погасяване на този дълг.
През 1989 г. 80% от износа е насочен към страните от СИВ.  Веднага след промените в социалистическите страни България, поради слабата си конкурентоспособност, губи „гарантираните“ пазари на страните от СИВ и в частност Съветския съюз, от които българската икономика е силно зависима (75 % от външнотърговския стокообмен на страната е със СИВ, вкл. 55 % – със СССР). Новите пазарни цени на вносните суровини, комбинирани с десетилетията липса на стремеж към енергийна ефективност и ефективност на труда, водят до срив в производството и икономиката като цяло.
През 1980-те години НРБ вече развива необичайно обширна (за своята социалистическа история) търговия със западни страни.

## Управление
Управлението е изцяло под контрола на БКП (оттам и понятието командна икономика). По подобие на съветския модел икономическите цели се поставят на партийните конгреси под формата на петилетни планове.
- Първа петилетка (1949 – 1953)
- Втора петилетка (1953 – 1957)
- Трета петилетка (1958 – 1962) – изпълнена до 1960
- Четвърта петилетка (1961 – 1965)
- Пета петилетка (1966 – 1970)
- Шеста петилетка (1971 – 1975)
- Седма петилетка (1976 – 1980)
- Осма петилетка (1981 – 1985)
- Девета петилетка (1986 – 1990)

Освен това БКП периодично разработва програмни документи, които са задължителни за изпълнение от стопанските субекти. Такъв например е Новият икономически механизъм от 1979 г.
Според Андрей Луканов след средата на 80-те става ясно, че отказът от централно планиране е единственият възможен път на икономиката и обществото. Пред двете алтернативи – използването на пазарни лостове, характерни за капиталистическите икономики, и запазването на статуквото, държавното и партийно ръководство на България избира втората. Целта му е чрез реорганизации да напипа „чудотворната“ рецепта, която да съчетае несъвместими цели: запазване на нивото на потреблението и ограничаване на външния и вътрешния дълг, финансова стабилизация и висок ръст на производството. Затова в края на 80-те години ръководството възприема линия на квазиреформи, като въвежда фирмената организация. Това започва с решенията на Юлския пленум на ЦК на БКП от 1987 г. и намира практическо проявление в Указ 56 за стопанската дейност от януари 1989 г., с който се дава възможност и на обикновените граждани да регистрират фирми.
Той до голяма степен остава действаща нормативна база и по време на първите години на прехода на България към пазарна икономика.

## Структура

### Промишленост
След създаването на НРБ БКП взима решение за развитие на тежката промишленост за сметка на леката. Стари предприятия са национализирани, а са построени много нови комбинати и заводи:
Енергетика
- АЕЦ Козлодуй
- АЕЦ „Белене“ – проект
- ТЕЦ „Марица-изток“ – 1, 2, 3
- ТЕЦ „Бобов дол“
- ПАВЕЦ „Чаира“
- Баташки водносилов път
- Силнотоков завод „Васил Коларов“, София

Черна металургия
- Металургичен завод „Ленин“, Перник
- Кремиковски металургичен комбинат

Цветна металургия
- Оловно-цинков завод, Кърджали
- Комбинат за цветни метали, Пловдив – Асеновград
- Комбинат за производство на електролитна мед, Средногорие

Нефтохимическа промишленост
- Нефтохимически комбинат, Бургас
- Нефтохимически комбинат, Плевен

Машиностроителна промишленост
- Завод „Балкан“, Ловеч – автомобили, мотоциклети, велосипеди, инструменти
- Завод за трамваи „Средец“, София
- Завод за автобуси и тролейбуси „Чавдар“, Ботевград
- Завод за товарни автомобили „Мадара“, Шумен
- Електрокарен завод „Шести септември“, София
- Електрокарен завод, Плевен
- Завод за металорежещи машини (ЗММ), София
- Завод за хладилна техника, София
- Завод за асансьори, [София]
- Завод за тежко машиностроене – Радомир

Производство на химически торове и соди
- Азотноторов завод, Стара Загора
- Азотноторов завод, Димитровград
- Комбинат за производство на соди „Карл Маркс“, Девня

Съобщителна техника и електроника
- Слаботоков завод „Климент Ворошилов“
- Завод за полупроводници, Ботевград
- Комбинат за микропроцесорна техника, Правец

Други
- Целулозно-хартиен комбинат, Гара Кричим (днес град Стамболийски)
- Лесопромишлен комбинат, Силистра
- Комбинат за преработка на синтетични влакна, Димитровград
- Завод за антибиотици, Разград.
- Завод за записващи устройства (впоследствие „Дискови запаметяващи устройства“), Стара Загора
- Роботостроителен комбинат „Берое“, Стара Загора
- и много други.

В периода до 1950 г. процъфтява бригадирското движение. Изградени са и нови градове – Димитровград, Рудозем, Мадан. През 1965 г. страната произвежда 26 пъти повече електро- и топлоенергия в сравнение с 1939 г., 106 пъти се увеличава производството на черни метали, на цветни метали – 273 пъти, производството на машиностроителната и металообработващата промишленост – 142 пъти. Такова сравнение в значителна степен е неточно и формално, поради това, че някои от промишлените дейности преди Втората световна война изобщо не са съществували или са били на ниско равнище, както и в по-голяма част от страните от Европа.

### Селско стопанство
Прилагайки съветския модел, в началото на 1950-те години БКП провежда масова колективизация в селското стопанство, като земеделските земи са отнети от собствениците им и са включени в трудово-кооперативни земеделски стопанства ТКЗС и държавни земеделски стопанства. Този процес, провеждан често с репресии и административно насилие върху селяните, завършва през 1957 г., когато се отчита 92% кооперирани земеделски стопани. България става втората държава в света – след СССР, с обществена собственост върху земята, наричано социалистическо селско стопанство. През 1970 г. съотношението промишлена към земеделска продукция е 80:20. 
Опитвайки се да подобри ниската ефективност на стопанствата, правителството на няколко пъти провежда кампании по тяхното обединяване и окрупняване, но това не довежда до особено подобрение. Така през 1959 – 1960 г. броят на ТКЗС е намален от 3457 до 972, а през 1970 – 1972 г. останалите 744 ТКЗС и 56 ДЗС са обединени в 161 аграрно-промишлени и промишлено-аграрни комплекса със средно 274 000 дка стопанисвани площи и 6500 души персонал. Въпреки това се влошават показателите за производствения капацитет на селскостопанската техника. През 1960 г. 1 трактор (приравнен на 15 кс) извършва по 6420 дка мека оран, през 1970 г. – 4650 дка, а през 1976 г. производителността намалява до 4170 дка. Преминава се основно към отглеждане на зърнени култури, не изискващи много ръчен труд, като се намаляват традиционните за България производства на памук, зеленчуци, плодове, грозде. С това се влошава износната листа на страната. От 1970 г. поради намаляващото производство неосъответствието между производство и потребление на селскостопански продукти е от 13 – 15 %. Статистиката показва, че през 1980-те години 5 – 10 % от обработваемата земя, предоставена за лично ползване на кооператорите, задоволява над 40 % от нуждите на населението от плодове и зеленчуци, което кооперираното земеделие вече не може да обезпечи.